# Ophiuche constans
Ophiuche constans är en fjärilsart som beskrevs av Hayes 1975. Ophiuche constans ingår i släktet Ophiuche och familjen nattflyn. Inga underarter finns listade i Catalogue of Life.